# Har 'Homa

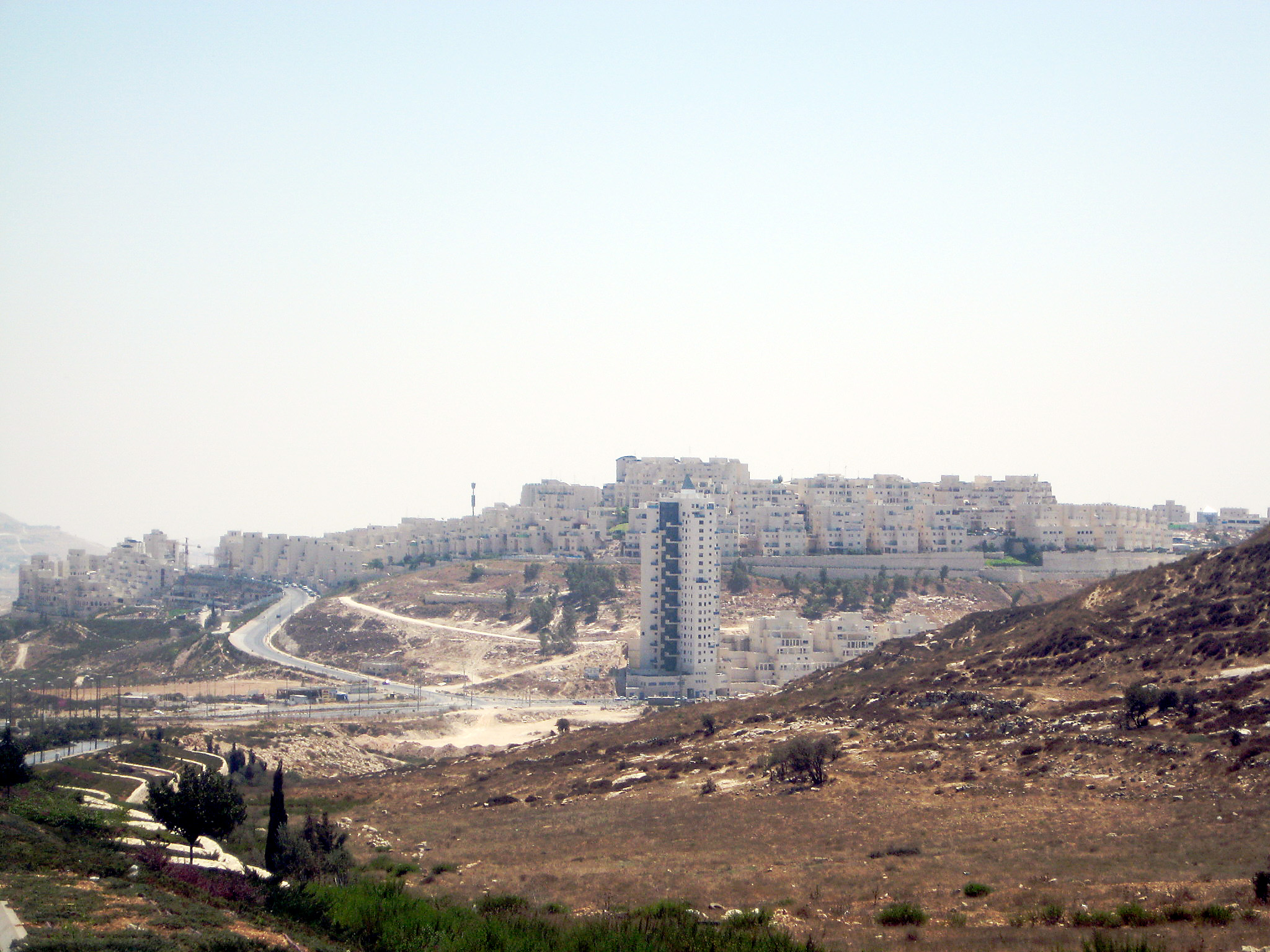
Har Homa

Har 'Homa (en hébreu הר חומה, c'est-à-dire la montagne de la muraille) est une colonie israélienne au sud de Jérusalem-Est, territoire palestinien occupé, construite en partie sur les terres palestiniennes de Jabal Abu Ghneim, que le gouvernement israélien a confisquées. Elle est considérée comme illégale par la communauté internationale - comme toutes les colonies israéliennes - ; Israël pour sa part a procédé à l'annexion unilatérale de Jérusalem-Est en 1980. La colonie a été fondée en 1997. Son nom officiel est Homat Chmouel (חומת שמואל, la muraille de Samuel) du nom de Chmouel Méïr, ex vice-maire de Jérusalem, tué dans un accident de voiture en 1998. 

## Géographie
Le quartier se trouve sur une colline à la frontière sud-est de Jérusalem. Au nord on trouve le village palestinien d'Oum-Touba et les terres du Kiboutz Ramat-Rachel. Au nord-est de har 'homa se trouve l'emplacement de la Guiv'at Harba'a ("la Colline des Quatre"). Au sud et à l'est du quartier se trouve une partie de la Barrière de sécurité. L'Hérodion et le désert de Judée sont visibles depuis Har 'Homa.

## Histoire
Dans les années 1940, un groupe de juifs achète 130 dounams de la montagne appelée en arabe Gebel Abou Ghanim. Après cet achat le KKL y plante une forêt. Pendant la Guerre d'indépendance d'Israël, des forces volontaires des frères musulmans arrivées d'Égypte prennent position sur la montagne. À la fin de l'année 1948, la montagne passe entre les mains de la légion jordanienne, qui utilise des vestiges d'une église byzantine qui était sur place et qui de loin, apparaissait être une muraille, d'où le nom de Har 'Homa donné par les soldats du Palmach depuis Ramat-Rachel. Après la conquête jordanienne de Har 'Homa, les Jordaniens n'ont pas détruit la forêt plantée auparavant par le KKL. Après la conquête israélienne durant la Guerre des Six Jours, un achat des terres a été mis au point par Israël, durant lequel la forêt a été enrichie. Dès les années 1980, des essais de peupler la montagne ont eu lieu mais sans réussite, vue l'opposition de certaines organisations vertes déclarant que cette montagne avait été définie comme faisant partie de la "ceinture verte" autour de Jérusalem. En 1992 est publié un ordre d’expropriation pour toutes les terres privées de Har ‘Homa, dont environ 30 % appartenaient à des Palestiniens. Les propriétaires juifs, la compagnie de préparation à l'installation, la compagnie Makor et autres se tournent alors vers la Cour suprême d'Israël, mais cette plainte est repoussée ainsi que la plainte des propriétaires palestiniens. En 1995, sous le gouvernement Rabbin, la colonie fut programmée, mais la construction ne vit pas le jour pour raisons politiques. Fayçal Husseini, le ministre responsable de Jérusalem à l’Autorité palestinienne déclare que la construction israélienne sur le Gebel Abou Ghanim serait un casus belli et provoquerait le début d’une guerre.
La construction de Har ‘Homa commence en 1997 sous le gouvernement Netanyahou. Elle causa une tempête dans l’opposition et dans certaines parties de la gauche, qui argumentait que la construction d'une nouvelle colonie à Jérusalem Est éveillera de la violence palestinienne à Jérusalem. Malgré les protestations, la construction du nouveau quartier commencera.
En 1998, un membre du conseil municipal de Jérusalem, Chmouel Méïr, du parti Mafdal, est tué dans un accident de la route. Bien que les adjudications pour la construction étaient déjà prêtes, Ehud Olmert, alors maire de Jérusalem demanda d’appeler le nouveau quartier au nom de Chmouel Méïr qui avait poussé cette construction. Aujourd’hui, le nom officiel du quartier est effectivement ‘Homat Chmouel. 
C’est à Har ‘Homa que se trouve aujourd’hui la plupart des projets de constructions autour de Jérusalem.

## Aspects politiques
Comme de nombreuses colonies hiérosolymitaines, tels que Gilo et Ramot, Har 'Homa aussi fut construite au-delà de la ligne verte afin de créer une séparation entre Jérusalem-Est et Bethléem. Les Palestiniens, comme l'ensemble de la communauté internationale, voient dans Har 'Homa, comme dans les autres constructions israéliennes au-delà de la ligne verte, une colonie.
Après la conférence d'Annapolis, en 2007, les Palestiniens ont déclaré que la construction à Har 'Homa était une abolition de la promesse gouvernementale pour l’arrêt de la construction dans les colonies, mais le ministre des affaires étrangères d'alors, Tzipi Livni explique qu’Israël voit en Har ‘Homa un quartier hiérosolymitain et que la construction allait donc s’y poursuivre. L’agrandissement de Har ‘Homa fut encouragé même par les ministres de Kadima et le Président des États-Unis George W. Bush n'exprima aucune opposition publique à la construction future à Har 'Homa. Par contre, la secrétaire d'État américaine Condoleezza Rice fit pression de son plein gré sur Ehud Olmert pour repousser la construction à Har ‘Homa, comme l’avait exigé le président de l’autorité palestinienne, Abou Mazen. À l’approche de la visite de George Bush en Israël, Olmert décida d’arrêter complètement la construction à Har ‘Homa et dans toute la Cisjordanie. Malgré cela, la construction à Har ‘Homa se poursuit encore, avec l’autorisation du gouvernement israélien.

## Trafic et transports
Aujourd’hui, Har 'Homa n’est accessible que par l’avenue Chmouel Méïr, qui débute à partir de la route de Hébron. Le tramway en construction est censé passé par cette dernière, chose qui facilitera l’accès à Har ‘Homa. Har 'Homa  est aussi reliée au Gouch Etsion oriental ainsi qu’à un autre endroit de la Route de Hébron, plus proche de Gilo. Cette accessibilité est possible grâce à une route en sens unique (de Har 'Homa) ouverte en mai 2009.
Har 'Homa est desservi par la compagnie Egged, avec plusieurs lignes d'autobus reliant Har 'Homa au centre-ville et à d’autres quartiers commerciaux à Jérusalem.

## Population
Har 'Homa compte plus de 10 000 habitants juifs israéliens, réparti environ également entre les tendances religieuse et laïques. Le quartier est prévu pour accueillir 30 000 habitants.
Il existe à Har ‘Homa un conseil de quartier, dont le chef se nomme Herzl Yéhezkel. 

## Judaïsme
Har 'Homa compte parmi ses habitants de nombreux rabbins mais a aussi un rabbin général, le rabbin Eliahou Ariel Edéri, élève du rabbin Chalom Messas, du rabbin Avraham Shapira, ancien élève de la yéchiva de Merkaz Harav et enseignant à la yéchiva Har Hamor, qui compte déménager à Har 'Homa.
Har 'Homa manque énormément de synagogues en proportion avec sa population religieuse. Les promoteurs et la mairie se rejette mutuellement la responsabilité de cette situation. En attendant, les parkings, lobbies, crèches, caves et autres servent essentiellement de synagogue « provisoires » aux habitants de Har ‘Homa.